# Alice Guim López
Alice Guim López (Guayaquil, 11 de febrero de 1934) es una empresaria ecuatoriana.

## Biografía
Nació en el hogar de Humberto Guim y Amalia López, integrada por cuatro hermanos en el Centro de Guayaquil. Se casó con Raffaele Magnalardo Corona en 1957, con quien tuvo seis hijos y doce nietos. Se mudó a Italia con su esposo por unos años antes de regresar a Ecuador. 
El 25 de julio de 1979 fundó junto a su esposo el restaurante italiano "Italian Deli" en el Centro Comercial Policentro, mismo en el que se desempeñó como Gerente General. Ha sido tesorera de la Asociación Iberoamericana de Mujeres Empresarias en Ecuador. Es propietaria también del restaurante "Casanova", en la ciudadela Urdesa, ganador del "Tenedor de Oro". Sus empresas actualmente son manejadas por sus hijos y nietos, y la marca Italian Deli Express es dirigida por su nieto Raffaele Magnalardo Salvatierra.
Fue parte del Comité de Damas de la Colonia China como Tesorera, entre 1990 y 1995; fungió además como presidenta de la Guardería Luis Arcentales González que era regentada por el mismo Comité de Damas al cual pertenecía. En 1999 se integró a la Sociedad de Asistencia Italiana Garibaldi, en ese entonces llamado Club de Italianos. Fue Directora de la Cámara de la Pequeña Industria de Guayaquil en el año 2000.

## Reconocimientos
- Reconocimiento de la Cámara de la Pequeña Industria del Guayas.
- Premio "La Aurora Gloriosa" de la Asociación de Periodistas de Guayaquil. (2003)
- Reconocimiento a la Trayectoria de la Cámara de Comercio de Guayaquil. (2005)
- Premio Internacional The Bizz Awards. (2007)
- Reconocimiento a la Trayectoria de la Cámara de Comercio de Guayaquil. (2019)